# Orthopsyche raruraru
Orthopsyche raruraru là một loài Trichoptera trong họ Hydropsychidae. Chúng phân bố ở miền Australasia.